# Park Zamajdan-Olszyny
Park Zamajdan-Olszyny – XIX-wieczny zespół dworsko – parkowy znajdujący się na terenie gminy Wiązowna koło Warszawy. Dawny majątek Olszyny, należy od lat 60. XX wieku do rodu Roszkowskich herbu Ogończyk.

## Historia
Park został założony pod koniec XIX wieku wokół dworu Olszyńskiego przez Leona Chrzanowskiego, polskiego szlachcica. Ma powierzchnię 110 ha. Na terenie majątku Roszkowskich znajduje się staropolski dworek z końca XIX wieku, oficyna, stajnie, powozownie, szklarnie z lat 30. oraz budynki gospodarcze, ponadto w północnej części majątku znajduje się sad z przedwojennym drzewostanem. Na terenie parku znajdują się także trzy jeziora.

### Historia hrabiego Chrzanowskiego
Leon Chrzanowski założył park z myślą o swojej chorej na malarię córce Halinie. Początkowo Chrzanowski zakupił lasy, które miały pomóc w kuracji córki. Kuracja pomogła a szlachcic wybudował pensjonat-ośrodek sanatoryjno-wypoczynkowy dla środowisk twórczych Warszawy (obecne Zagórze).
Pierwszym dyrektorem ośrodka w Zagórzu była Karolina Szaniawska – matka dramaturga Jerzego Szaniawskiego, a następnym Emilia Jackowska, siostrzenica Bolesława Prusa. W 1939 roku Koło Przyjaciół Instytutu Higieny Psychicznej kierowane przez prof. Kazimierza Dąbrowskiego kupiło w sąsiedztwie teren pod sanatorium dla dzieci znerwicowanych. Po wojnie rozwiązano Towarzystwo i przeznaczono Zagórze na ośrodek leczenia choroby Heine-Medine'a.

### Lata wojenne

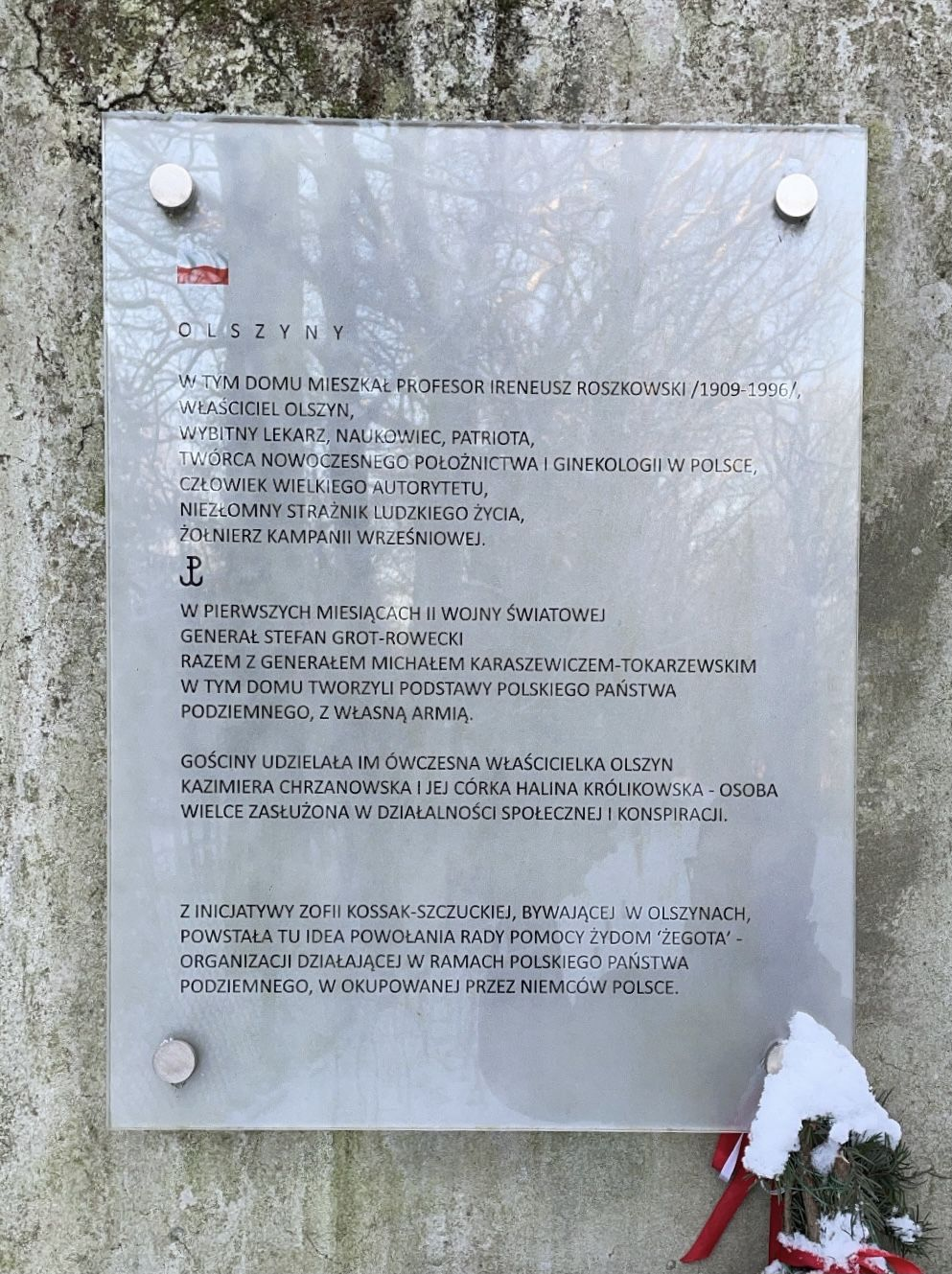
Tablica pamiątkowa przed główną bramą

W pierwszych miesiącach wojennych generał Stefan Grot-Rowecki razem z generałem Michałem Karaszewiczem-Tokarzewskim w gmachu dworku tworzyli podstawy Polskiego Państwa Podziemnego, z własną armią. Gościny im udzieliła ówczesna właścicielka hrabina Kazimiera Chrzanowska wraz z córką Haliną – osobą wielce zasłużoną w konspiracji.
Z inicjatywy Zofii Kossak, bywającej w Olszynach powstała tu idea powołania Rady Pomocy Żydom "Żegota", organizacji działającej w ramach Polskiego Państwa Podziemnego, w okupowanej przez Niemców Polsce.
Majątek w Olszynach był także miejscem schronienia emisariuszy londyńskiej Delegatury Rządu na Kraj oraz Żydów – uciekinierów z falenickiego getta.

### Lata powojenne
Majątek Zamajdan-Olszyny w latach 60. został zakupiony przez prof. Ireneusza Roszkowskiego. Od tamtej pory Park Zamajdan-Olszyny należy do rodziny Roszkowskich.

## Pomniki przyrody
Na terenie parku w Olszynach znajduje się kilka pomników przyrody:
- Jesion wyniosły – obok budynku mieszkalnego Majdan 101 (dworu Olszyńskiego spadkobierców profesorostwa Roszkowskich)
- Magnolia wirginijska – obok budynku dawnej stajni
- Trzy dęby szypułkowe nr rej. woj. 467/1977 r. na działce leśnej spadkobierców profesorostwa Roszkowskich, na południe od budynków dworu
- Aleja zabytkowa nr rej. woj. 356/1976 r. (Al. gen. Grota Roweckiego), o długości około 300m, chroniona jako pomnik przyrody, która biegnie prosto do dworu „Olszyny”; po obu stronach alei rośnie: 60 dębów szypułkowych, 51 lip drobnolistnych, 10 jesionów wyniosłych, 13 klonów jaworów, 44 graby pospolite, 3 grusze polne, 1 jarząb pospolity, 1 dąb czerwony.